# Panthers Parma
La società Panthers Parma American Football Team è una squadra di football americano di Parma.
Nel 2006 la squadra ha partecipato per la prima volta al Superbowl Italiano perdendo 24 a 12 contro i Lions Bergamo, al loro decimo titolo. Nel 2007 ha partecipato nuovamente al Superbowl perdendo (dopo 2 supplementari e dopo un vantaggio di 14 punti all'intervallo) 55 a 49 contro i Lions Bergamo al loro undicesimo titolo (decimo consecutivo).
Al terzo Super Bowl disputato, l'Italian Super Bowl dell'Italian Football League, conquista il titolo di Campione d'Italia 2010, battendo, il 26 giugno 2010 a Sesto San Giovanni, gli Elephants Catania per 56 a 26. Il raggiungimento del titolo di Campione d'Italia viene bissato anche il 9 luglio 2011 battendo, sul campo casalingo di Moletolo, la squadra dei Warriors per 76 a 62. Il 7 luglio 2012, a Varese, i Panthers conquistano il loro terzo scudetto consecutivo, imponendosi 61-43 sugli Elephants Catania. Il 6 luglio 2013 allo stadio Mazza di Ferrara conquistano il quarto titolo consecutivo battendo i Seamen Milano 51-28. La striscia vincente viene interrotta nel 2014 proprio dai Seamen Milano, che vincono la finalissima a Ferrara per 33-3.
Alla loro prima partecipazione in EFAF CUP raggiungono la finale, cedendo solo nel finale 29-0 in casa dei Berlin Adler.
Nel 2021 terminano il campionato di Prima Divisione imbattuti, vincendo contro i Seamen Milano per 40-34 conquistando nuovamente il titolo Campioni D'Italia allo stadio Garilli di Piacenza.
Nel 2022 partecipano alla Central European Football League 2022 raggiungendo la finale ma dovettero cedere il passo ai padroni di casa Schwäbisch Hall Unicorns.
John Grisham ha pubblicato il romanzo Il professionista (titolo originale Playing for Pizza), ambientato a Parma negli ambienti dei Panthers, che ha come protagonista un giocatore statunitense della NFL che si rimette in gioco accettando un contratto con la squadra ducale. L'opera è stata pubblicata in Italia il 6 novembre 2007.

## Dettaglio stagioni

### Tornei nazionali

#### Campionato

##### Campionato AIFA/Serie A/Serie A1/IFL/Prima Divisione
| Stagione | regular season | regular season | regular season | regular season | regular season | regular season | playoff | playoff | playoff | playoff | playoff | playoff          | playoff           |
|          | Vin            | Par            | Per            | Tot            | PF             | PS             | Vin     | Per     | Tot     | PF      | PS      | risultato        | avversaria        |
| -------- | -------------- | -------------- | -------------- | -------------- | -------------- | -------------- | ------- | ------- | ------- | ------- | ------- | ---------------- | ----------------- |
| 1983     | 6              | 0              | 4              | 10             | 213            | 135            | 1       | 1       | 2       | 24      | 41      | Quarti di finale | Angels Pesaro     |
| 1984     | 5              | 2              | 3              | 10             | 261            | 137            | -       | -       | -       | -       | -       | -                | -                 |
| 1985     | 10             | 0              | 2              | 12             | 348            | 64             | 1       | 1       | 2       | 30      | 37      | Semifinale       | Doves Bologna     |
| 1986     | 8              | 1              | 1              | 10             | 222            | 120            | 1       | 1       | 2       | 27      | 53      | Quarti di finale | Warriors Bologna  |
| 1987     | 5              | 0              | 7              | 12             | 140            | 260            | -       | -       | -       | -       | -       | -                | -                 |
| 1988     | 4              | 0              | 8              | 12             | 158            | 273            | -       | -       | -       | -       | -       | -                | -                 |
| 1989     | 4              | 0              | 8              | 12             | 150            | 252            | -       | -       | -       | -       | -       | -                | -                 |
| 1990     | 6              | 0              | 6              | 12             | 271            | 236            | -       | -       | -       | -       | -       | -                | -                 |
| 2005     | 2              | 0              | 6              | 8              | 134            | 179            | -       | -       | -       | -       | -       | -                | -                 |
| 2006     | 6              | 0              | 2              | 8              | 259            | 222            | 1       | 1       | 2       | 46      | 50      | Superbowl        | Lions Bergamo     |
| 2007     | 5              | 0              | 2              | 7              | 249            | 175            | 2       | 1       | 3       | 74      | 69      | Superbowl        | Lions Bergamo     |
| 2008     | 8              | 0              | 2              | 10             | 338            | 215            | 0       | 1       | 1       | 35      | 48      | Semifinale       | Lions Bergamo     |
| 2009     | 6              | 0              | 3              | 9              | 279            | 221            | 0       | 1       | 1       | 40      | 42      | Semifinale       | Marines Lazio     |
| 2010     | 7              | 0              | 1              | 8              | 340            | 229            | 2       | 0       | 2       | 77      | 46      | Campioni         | Elephants Catania |
| 2011     | 7              | 0              | 2              | 9              | 396            | 247            | 2       | 0       | 2       | 76      | 62      | Campioni         | Warriors Bologna  |
| 2012     | 9              | 0              | 2              | 11             | 426            | 200            | 2       | 0       | 2       | 103     | 63      | Campioni         | Elephants Catania |
| 2013     | 7              | 0              | 1              | 8              | 260            | 92             | 2       | 0       | 2       | 85      | 44      | Campioni         | Seamen Milano     |
| 2014     | 10             | 0              | 0              | 10             | 503            | 72             | 1       | 1       | 2       | 58      | 40      | Superbowl        | Seamen Milano     |
| 2015     | 8              | 0              | 2              | 10             | 247            | 159            | 2       | 1       | 3       | 71      | 45      | Superbowl        | Seamen Milano     |
| 2016     | 6              | 0              | 4              | 10             | 297            | 177            | 1       | 1       | 2       | 55      | 44      | Semifinale       | Giants Bolzano    |
| 2017     | 9              | 0              | 1              | 10             | 288            | 102            | 0       | 1       | 1       | 20      | 27      | Semifinale       | Seamen Milano     |
| 2018     | 8              | 0              | 2              | 10             | 351            | 151            | 0       | 1       | 1       | 25      | 30      | Semifinale       | Giants Bolzano    |
| 2019     | 6              | 0              | 2              | 8              | 202            | 146            | 0       | 1       | 1       | 20      | 22      | Wild Card        | Ducks Lazio       |
| 2021     | 8              | 0              | 0              | 8              | 286            | 184            | 2       | 0       | 2       | 95      | 54      | Campioni         | Seamen Milano     |
| 2022     | 6              | 0              | 2              | 8              | 215            | 120            | 1       | 0       | 0       | 14      | 19      | Semifinale       | Guelfi Firenze    |
| 2023     | 7              | 0              | 1              | 8              | 258            | 109            | 2       | 0       | 0       | 65      | 34      | Campioni         | Guelfi Firenze    |
| Totale   | 167            | 3              | 72             | 242            | 6576           | 4397           | 22      | 13      | 33      | 1026    | 851     |                  |                   |

Fonte: Enciclopedia del Football - A cura di Roberto Mezzetti

##### Serie A2/Silver League/B (secondo livello)
| Stagione | regular season | regular season | regular season | regular season | regular season | regular season | playoff | playoff | playoff | playoff | playoff | playoff          | playoff           |
|          | Vin            | Par            | Per            | Tot            | PF             | PS             | Vin     | Per     | Tot     | PF      | PS      | risultato        | avversaria        |
| -------- | -------------- | -------------- | -------------- | -------------- | -------------- | -------------- | ------- | ------- | ------- | ------- | ------- | ---------------- | ----------------- |
| 1992     | 4              | 0              | 2              | 6              | 129            | 134            | 1       | 1       | 2       | 38      | 50      | Semifinale       | Saints Padova     |
| 1993     | 6              | 0              | 2              | 8              | 222            | 113            | 0       | 1       | 1       | 0       | 38      | Quarti di finale | Jets Bolzano      |
| 2003     | 2              | 0              | 6              | 8              | 153            | 185            | 1       | 1       | 2       | 30      | 35      | Quarti di finale | Aquile Ferrara    |
| 2004     | 6              | 0              | 2              | 8              | 279            | 99             | 3       | 0       | 3       | 83      | 41      | Campioni         | Elephants Catania |
| Totale   | 18             | 0              | 12             | 30             | 783            | 531            | 5       | 3       | 8       | 151     | 164     |                  |                   |

Fonte: Enciclopedia del Football - A cura di Roberto Mezzetti

##### Serie B (terzo livello)/Nine League/Arena League
| Stagione | regular season | regular season | regular season | regular season | regular season | regular season | playoff | playoff | playoff | playoff | playoff | playoff          | playoff            |
|          | Vin            | Par            | Per            | Tot            | PF             | PS             | Vin     | Per     | Tot     | PF      | PS      | risultato        | avversaria         |
| -------- | -------------- | -------------- | -------------- | -------------- | -------------- | -------------- | ------- | ------- | ------- | ------- | ------- | ---------------- | ------------------ |
| 1991     | 6              | 0              | 0              | 6              | 142            | 38             | 1       | 0       | -       | -       | -       | Campioni         | BlackKnights Rho   |
| 1994     | 2              | 0              | 4              | 6              | 54             | 110            | 0       | 1       | 1       | 0       | 8       | Quarti di finale | Lumberjacks Fiuggi |
| 2008     | 4              | 0              | 4              | 8              | 158            | 101            | -       | -       | -       | -       | -       | -                | -                  |
| 2009     | 6              | 0              | 0              | 6              | 182            | 70             | 1       | 1       | 2       | 39      | 34      | Quarti di finale | Giganti Bolzano    |
| Totale   | 18             | 0              | 8              | 26             | 536            | 319            | 1       | 2       | 3       | 39      | 42      |                  |                    |

Fonte: Enciclopedia del Football - A cura di Roberto Mezzetti

### Tornei internazionali

#### European Football League (1986-2013)
| Stagione | regular season | regular season | regular season | regular season | regular season | regular season | playoff | playoff | playoff | playoff | playoff | playoff   | playoff    |
|          | Vin            | Par            | Per            | Tot            | PF             | PS             | Vin     | Per     | Tot     | PF      | PS      | risultato | avversaria |
| -------- | -------------- | -------------- | -------------- | -------------- | -------------- | -------------- | ------- | ------- | ------- | ------- | ------- | --------- | ---------- |
| 2011     | 1              | 0              | 1              | 2              | 47             | 51             | -       | -       | -       | -       | -       | -         | -          |
| 2012     | 1              | 0              | 1              | 2              | 44             | 50             | -       | -       | -       | -       | -       | -         | -          |
| Totale   | 2              | 0              | 2              | 4              | 91             | 101            | -       | -       | -       | -       | -       |           |            |

Fonti: Enciclopedia del Football - A cura di Roberto Mezzetti

#### IFAF Europe Champions League
| Stagione | regular season | regular season | regular season | regular season | regular season | regular season | playoff | playoff | playoff | playoff | playoff | playoff   | playoff    |
|          | Vin            | Par            | Per            | Tot            | PF             | PS             | Vin     | Per     | Tot     | PF      | PS      | risultato | avversaria |
| -------- | -------------- | -------------- | -------------- | -------------- | -------------- | -------------- | ------- | ------- | ------- | ------- | ------- | --------- | ---------- |
| 2014     | 1              | 0              | 1              | 2              | 71             | 40             | -       | -       | -       | -       | -       | -         | -          |
| Totale   | 1              | 0              | 1              | 2              | 71             | 40             | -       | -       | -       | -       | -       |           |            |

Fonti: Enciclopedia del Football - A cura di Roberto Mezzetti

## Palmarès
- 3 Campionati Italiani Flag femminile (2019, 2022, 2024)
- 2 Coppa Italia Flag femminile (2017, 2018)
- 7 Campionati Italiani (2010, 2011, 2012, 2013, 2021, 2023, 2024)
- 1 Campionato Italiano di Div.II (2004)
- 1 Campionato Italiano di Serie B  (1991)
- 1 Campionato Italiano tackle U20 (1984)
- 1 Campionato italiano U19 Tackle (2013)
- 1 Campionato Italiano U18 Tackle (2023)
- 1 Campionato Italiano U18 Tackle 5 men (2008)
- 1 Campionato Italiano U17 Flag (2021)
- 1 Coppa Italia U17 Tackle (2007)
- 1 Campionato Italiano U16 Tackle (2015)
- 1 Campionato italiano U15 Tackle (2005)
- 1 Campionato italiano U15 5 men Tackle (2012)
- 1 Coppa Italia U15 Flag (2005)
- 3 Campionati Italiani U15 Flag (2005, 2015, 2019)
- 4 Campionati Italiani U13 Flag (2013, 2017, 2018, 2023)
- 1 Coppa Italia U13 Flag (2008)